# Roads of Destiny
Pour plus de détails, voir Fiche technique et Distribution.
Roads of Destiny est un film américain réalisé par Frank Lloyd, sorti en 1921.

## Synopsis
Lewis Marsh est aimé de Rose Merritt mais refuse de l'épouser, car il est amoureux d'Ann Hardy, qui elle est aimée de David, le frère de Lewis. Lewis prie son frère de ne pas lui prendre Ann et dans son sommeil David rêve plusieurs fois. À son réveil, il décide d'épouser Ann, et Rose et Lewis se réconcilient.

## Fiche technique
- Titre original : Roads of Destiny
- Réalisation : Frank Lloyd
- Scénario : J. E. Nash, d'après la pièce Roads of Destiny de Channing Pollock, adaptée des nouvelles d'O. Henry
- Décors : Henry Hathaway (participation)
- Photographie : J. Devereaux Jennings
- Société de production : Goldwyn Pictures Corporation
- Société de distribution : Goldwyn Pictures Corporation
- Pays de production :  États-Unis
- Langue originale : anglais
- Format : noir et blanc — 35 mm — 1,37:1 — Film muet
- Genre : Mélodrame
- Durée : 5 bobines - 1 510 m
- Date de sortie :
  - États-Unis : avril 1921
- Licence : Domaine public

## Distribution
- Pauline Frederick : Rose Merritt
- John Bowers : David Marsh
- Richard Tucker : Lewis Marsh
- Jane Novak : Ann Hardy
- Hardee Kirkland : M. Hardy
- Willard Louis : McPherson
- Maude George : Fate
- Maurice B. Flynn : Colby